# گزاب
گزاب، روستایی در دهستان تنبلان بخش کاروان شهرستان زرآباد در استان سیستان و بلوچستان ایران است.

## جمعیت
بر پایه سرشماری عمومی نفوس و مسکن در سال ۱۳۹۵، جمعیت این روستا برابر با ۱۲۰ نفر (۳۰ خانوار) بوده‌است.